# Corte del Lord Lyon
{{Ficha de organismo|nombre=Corte del Lord Lyon|nombre_original=Cùirt an Lyon
Court of the Lord Lyon|logo=Coat of Arms of the Lord Lyon King of Arms.svg|tamaño_logo=170px|pie_logo=Escudo de la Corte|fundación=1532|jurisdicción= Escocia|título_líder1=Lord Lyon|nombre_líder=Joseph Morrow
desde el 17 de enero de 2014|sitio_web=https://www.courtofthelordlyon.scot%7Ccoordenadas=
La Court of the Lord Lyon, en español Corte o Tribunal del Lord Lyon, es la máxima autoridad heráldica en Escocia y tiene su sede en la ciudad de Edimburgo. Su cabeza, el Lord Lyon, es la autoridad con rango de gran oficial de Estado que en Escocia continúa ejerciendo las funciones propias de los antiguos reyes de Armas. El término Lyon alude a la figura del león, elemento central del escudo de armas escocés.
El órgano equivalente en Inglaterra, Gales e Irlanda del Norte, en lo relativo a la concesión de emblemas heráldicos es el College of Arms que es únicamente una corporación pública  y no un tribunal civil. En Inglaterra y Gales la High Court of Chivalry es el órgano jurisdiccional que ejerce las mismas competencias en materia heráldica que la Corte del Lord Lyon.  La República de Irlanda también ha conservado un cargo equivalente al Lord Lyon, el Jefe Heraldo de Irlanda.